# 澳門市

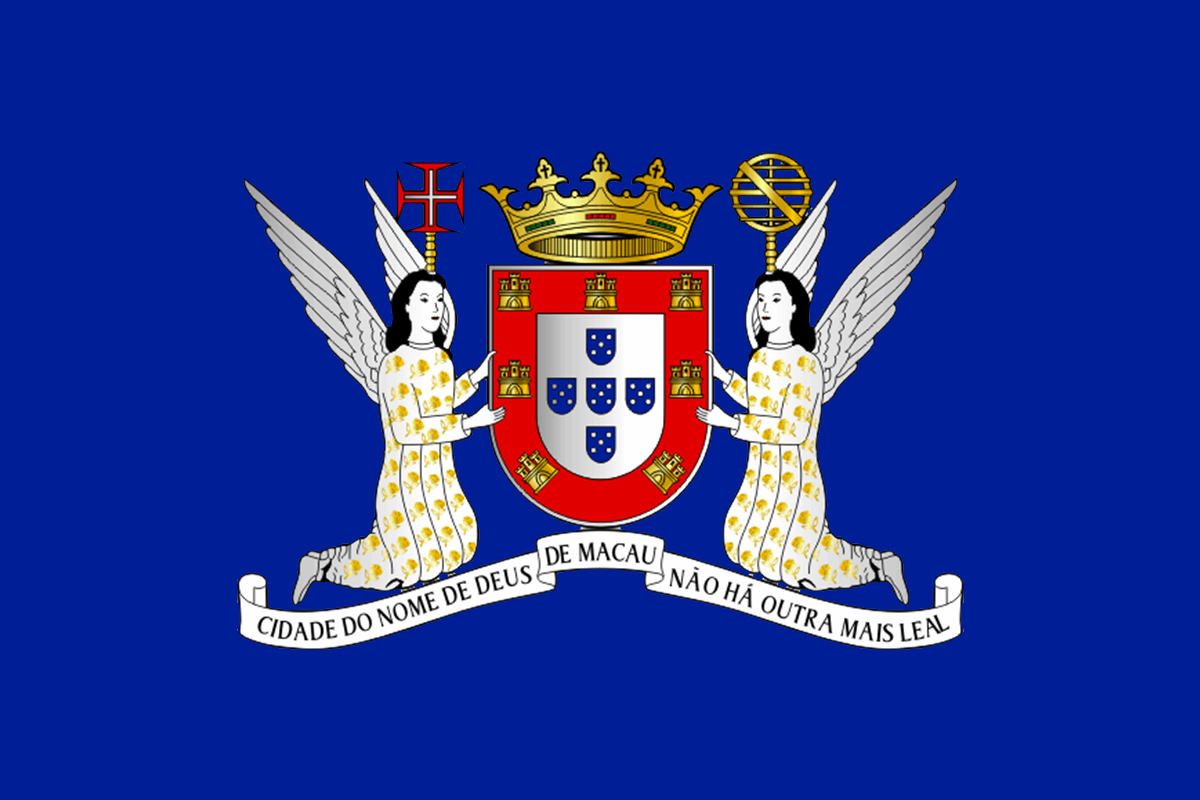
代表澳門市的旗幟

澳門市（葡萄牙語：Concelho de Macau），又稱澳門市政區，是昔日葡屬澳門所設的兩個市之一（另一個是海島市），範圍與今日澳門特區相比要小得多，僅包括與珠海相連的澳門半島，但不包括氹仔、路環以及路氹。

## 歷史
1623年，葡萄牙佔領澳門半島，後來成立澳門市政廳，以行使相當於葡萄牙行政制度中市政廳的職能。後來葡萄牙先後佔領氹仔（1851年）及路環（1864年），另外設立海島市管轄。
直到1999年12月20日，澳門回歸至中華人民共和國之後，廢除市級行政區劃，與海島市共同組成澳門特別行政區。

## 姊妹城市
- 葡萄牙里斯本
- 葡萄牙波爾圖
- 瑞典林雪平